# Patricia Lips

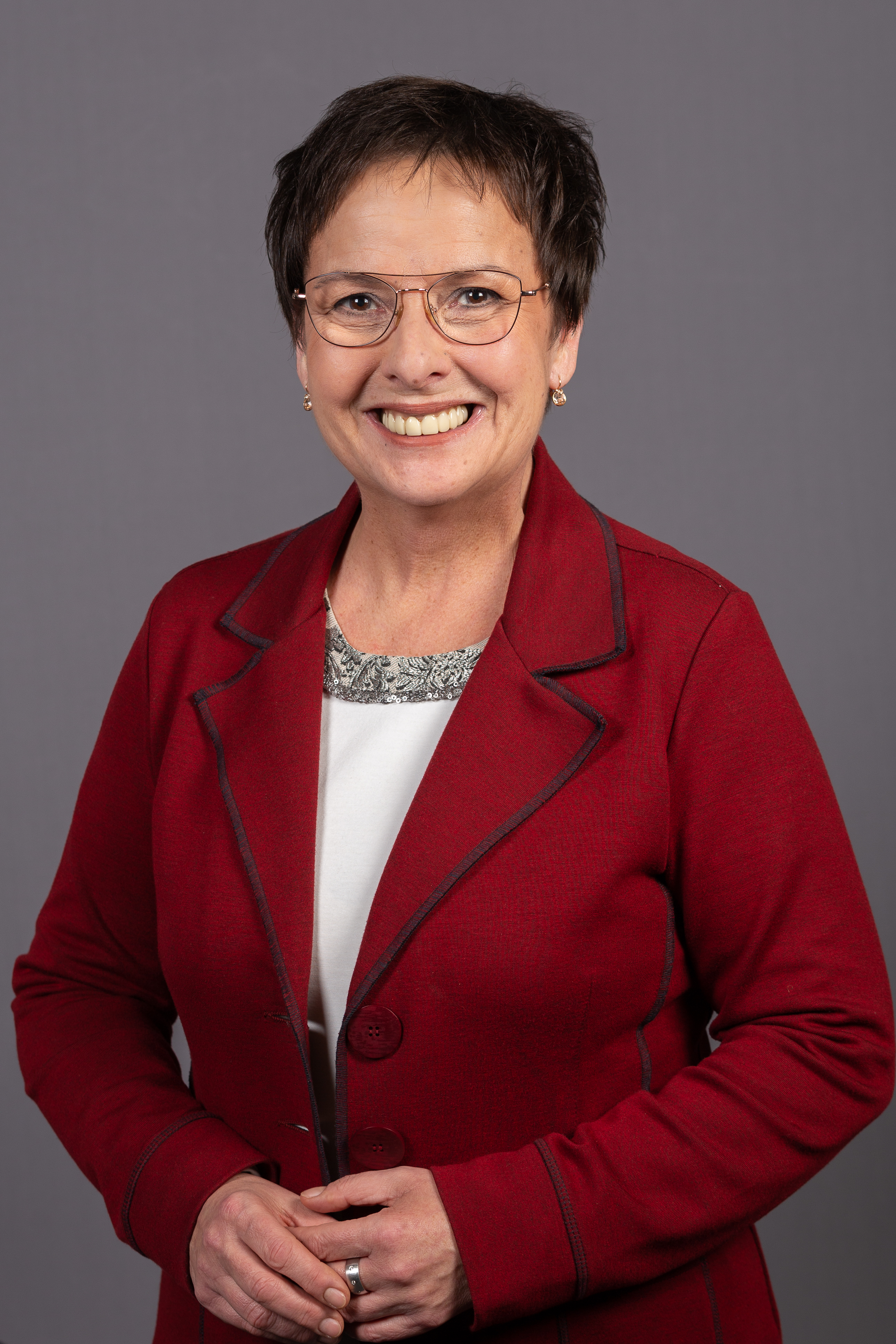
Patricia Lips (2020)

Patricia Ingrid Lips (* 21. Dezember 1963 in Mailand, Italien) ist eine deutsche Politikerin (CDU) und Handelsfachwirtin. Sie ist seit 2002 Mitglied des Deutschen Bundestages und leitete Friedrich Merz’ Team für die Bewerbung um den CDU-Parteivorsitz. Seit Dezember 2021 ist sie eine der stellvertretenden Vorsitzenden der CDU/CSU-Bundestagsfraktion. 

## Leben und Beruf
Nach dem Abitur 1983 am Ludwig-Georgs-Gymnasium in Darmstadt absolvierte Patricia Lips eine Ausbildung zur Groß- und Außenhandelskauffrau und bildete sich 1989 zur Handelsfachwirtin weiter. Sie war von 1984 bis 2000 im Zentraleinkauf eines Großhandelsunternehmens tätig und gehörte von 2000 bis 2002 der Geschäftsleitung eines mittelständischen Textilhandelsunternehmens an.

## Politik
Lips trat 1993 in die CDU ein. Von 1993 bis 2013 gehörte sie der Stadtverordnetenversammlung von Rödermark an und war dort von 1997 bis 2001 Vorsitzende der CDU-Fraktion sowie von 2001 bis zu ihrem Einzug in den Deutschen Bundestag Stadtverordnetenvorsteherin. Von 2005 bis 2017 führte sie den Vorsitz der CDU in Rödermark, seit 2010 ist sie zudem stellvertretende Kreisvorsitzende der CDU im Kreisverband Offenbach-Land.
Sie ist seit 2003 Vorsitzende der Mittelstands- und Wirtschaftsvereinigung (MIT) der CDU im Kreisverband Offenbach-Land. Von 2013 bis 2021 war sie stellvertretende Bundesvorsitzende der MIT.
Seit 2002 ist Patricia Lips Mitglied des Deutschen Bundestages. Sie zog 2002 über die Landesliste Hessen und 2005 als direkt gewählte Abgeordnete des Wahlkreises Odenwald in den Bundestag ein. Bei der Bundestagswahl 2005 erreichte sie hier 42 Prozent der Erststimmen und damit 79 Stimmen mehr als die SPD-Kandidatin Erika Ober. Auch 2009, 2013 und 2017 gewann sie das Direktmandat. Bei der Bundestagswahl 2021 verlor sie das Direktmandat, zog aber über die Landesliste ihrer Partei erneut in den Bundestag ein.
Von 2002 bis 2004 war sie Mitglied im Ausschuss für die Angelegenheiten der Europäischen Union, von 2004 bis 2013 Mitglied im Finanzausschuss. 2014 bis 2017 bekleidete sie das Amt der Vorsitzenden im Ausschuss für Bildung, Forschung und Technikfolgenabschätzung. Seit 2018 ist sie Mitglied im Haushaltsausschuss und Vorsitzende Bundesfinanzierungsgremium gemäß § 3 Bundesschuldenwesengesetz. Zudem gehört sie dem Vertrauensgremium für die geheimen Haushaltspläne der Nachrichtendienste des Bundes an. Im 19. Deutschen Bundestag ist sie zudem stellvertretendes Mitglied im Ausschuss für Verkehr und digitale Infrastruktur.
Am 13. Dezember 2021 wurde Lips zur stellvertretenden Vorsitzenden der CDU/CSU-Bundestagsfraktion gewählt. In dieser Funktion war sie für die Themen Europapolitik, Europa-Koordination, Parlamentarische Zusammenarbeit in Europa, Verbindungsbüro Brüssel, EVP-Fraktion und Menschenrechte zuständig. Am 13. Mai 2025 wurde sie in dieser Position bestätigt, aber ohne den Bereich Menschenrechte.

## Mitgliedschaften und Nebentätigkeiten

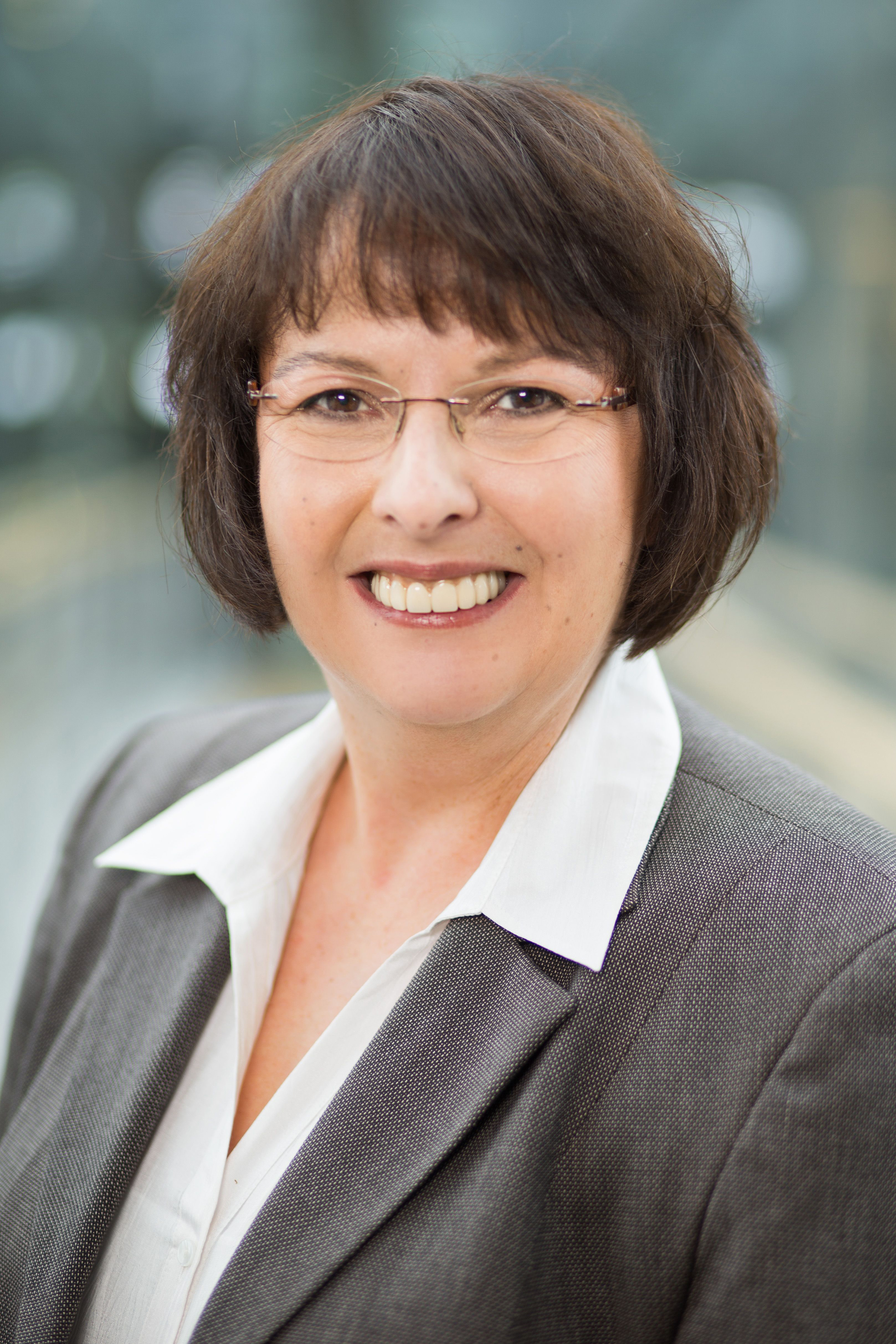
Patricia Lips (2013)

Seit 1993 ist Patricia Lips Vorsitzende des Heimat- und Geschichtsvereins Rödermark. Von 2011 bis 2021 war sie Mitglied des Verwaltungsrats der Sparkasse Dieburg. Sie ist Mitglied der überparteilichen Europa-Union Deutschland, die sich für ein föderales Europa und den europäischen Einigungsprozess einsetzt. Hinzu kommen zahlreiche weitere Mitgliedschaften in Vereinen und Verbänden ihrer Heimatregion.
Am 13. März 2020 stellte Friedrich Merz sie als Leiterin seines Teams für die Bewerbung um den Parteivorsitz der CDU vor.

## Auszeichnungen
- 2020: Bundesverdienstkreuz am Bande[7]